# Ludovico de Varthema

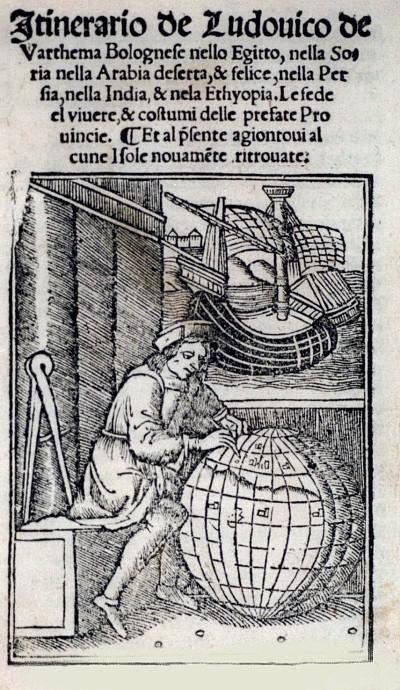
Ludovico de Varthemas Reisebericht (Itinerario): Die Titelseite des Buches in der ersten italienischen Ausgabe von 1510

Ludovico de Varthema (* um 1470 wahrscheinlich in Bologna; † 1517 in Rom), unter anderem auch Lodovico di Varthema, Ludovicos de Varthema, Ludwig Vartomann, Barteme Ludovico oder Vartomanus genannt, war ein italienischer Schriftsteller und Entdeckungsreisender.
Er unternahm von 1501 bis 1507 weite Reisen nach Osten durch Asien und berichtete darüber dann in einem Buch ausführlich. Dieser Reisebericht (Itinerario), in dem er unter anderem als erster Europäer die heiligen Stätten des Islam in Mekka und Medina wahrheitsgetreu und detailliert dargestellt hat, ist im Jahre 1510 zum ersten Mal in italienischer Sprache veröffentlicht worden. Es ist ein sehr erfolgreiches Buch gewesen und in viele Sprachen übersetzt worden und hat bis in die Mitte des 17. Jahrhunderts unzählige Auflagen erlebt. In Deutschland ist es bereits im Jahre 1515 in Augsburg herausgekommen.
Der bemerkenswerte Erfolg dieses Buches resultiert wohl vor allem aus der lebendigen Darstellungsweise des Autors, mit der er die breite Leserschaft erreicht hat, und auch aus den vielen interessanten – meist zutreffenden – Informationen über die verschiedenen Gegebenheiten und Ereignisse in den fernen Ländern im Osten, von denen Kosmographen, Kartographen, Historiker, Naturwissenschaftler und Literaten sich angesprochen gefühlt und mehr als ein Jahrhundert lang für ihre eigenen Arbeiten geschöpft haben.

## Erster Lebensabschnitt
Von der Person und den näheren Lebensumständen Ludovico de Varthemas ist nur wenig bekannt. Er scheint aus Bologna zu stammen, denn im Titel der ersten Buchausgabe wird er als Bologneser bezeichnet (Itinerario de Ludovico de Varthema Bolognese ...). Aber so sicher ist das nicht und manchmal werden auch Genua oder Venedig als mögliche Herkunftsorte genannt. Und da sein Name sehr unitalienisch klingt, wurde sogar eine Abstammung aus Deutschland vermutet. (Wartmann oder Wertheim könnte er dann ursprünglich geheißen haben.) Sicher war Ludovico de Varthema jedenfalls mit Bologna verbunden und hat einige Zeit in dieser Stadt verbracht.
Vor seiner Reise in den Osten wird Varthema wahrscheinlich einige Jahre lang als Söldner Kriegszüge in Italien mitgemacht haben. Mit Waffen hat er sich jedenfalls ausgekannt.  Das geht deutlich aus seinem Buch hervor, in dem er sich eingehend mit Kriegstechniken der fremden Völker befasst. Eine Seeschlacht bei Cannanore, die er selbst mitgemacht hat, ist von ihm ausführlich und mit Sachverstand beschrieben worden. Auch hätte er sich nicht jahrelang als kriegerischer Mamluk ausgeben können, wenn er in der Handhabung von Waffen nicht geübt gewesen wäre.
In der Widmungsrede seines Buches an Agnesina Feltria Colonna, der Herzogin von Tagliacozzo und Mutter der Dichterin Vittoria Colonna, schreibt Varthema, er habe nicht den Mut besessen, durch Studien oder Mutmaßungen an das ersehnte Ziel zu gelangen, und wollte lieber in eigener Person die Lage der fernen Orte und der dortigen Menschen erfahren. — Selbstverständlich aber wird Ludovico sich vorher in Büchern und Dokumenten informiert haben, was wohl daraus hervorgeht, dass er Fehler in Berichten von Vorgängern in seinem Buch berichtigt und auch manches Geschaute als bekannt für den Leser voraussetzt und deshalb nicht näher beschrieben hat.

## Entdeckungsreisen

### Im Orient

Die Pilgerkarawane nach Mekka: Seite aus einer deutschen Buchausgabe von 1548. Die Abbildung (ein Holzschnitt) ist von Jörg Breu dem Älteren

Um das Jahr 1501 herum brach Ludovico de Varthema zu seiner Reise von Venedig aus auf und fuhr mit einem Schiff nach Alexandria in Ägypten, von wo er schon bald nach Kairo weiterreiste. Über diese Stadt hat er nicht viel zu berichten gehabt und ihren Reichtum und ihre Schönheit als bekannt vorausgesetzt; nicht einmal die in Nähe liegenden Pyramiden wurden von ihm erwähnt. Nach wohl nur kurzem Aufenthalt fuhr er nach Beirut  und von dort nach Damaskus, wo er viele Monate blieb und die arabische Sprache erlernte. Von der Schönheit dieser Stadt ist er sehr angetan gewesen und hat über sie viel zu sagen gehabt. Im April 1503 schloss Ludovico de Varthema sich einer Gruppe von Mamluken an, die eine Karawane nach Mekka als Schutz begleiteten. Und so kam er denn zu den heiligen Stätten des Islams und hat sie sachlich und authentisch beschrieben. In Medina sah er Mohammeds Grab und stellte im Itinerar richtig, dass der Leichnam des Propheten nicht, wie zum Beispiel Niccolò da Poggibonsi (1346) und Lionardo di Niccolò Frescobaldi (1384) behauptet hatten, in einem durch Magneten in Schwebe gehaltenen Sarg bestattet sei. In Mekka, wo er die Bußübungen und Rituale der Pilger mitmachte, zwangen ihn dann die Umstände, sich einer anderen Karawane anzuschließen, die nach Indien gehen sollte. Aber in Dschedda, auch Djudda genannt, verließ er diese Karawane bereits wieder und fuhr mit einem Schiff nach Süden über das Rote Meer zum Bab al-Mandab (Tor der Tränen) und weiter bis nach Aden, wo er einige Abenteuer erlebte, die er, um seine Erzählung besonders in Fluss zu halten, wohl recht stark ausgeschmückt hat.

### Verschwommene Route
Vom folgenden Reiseabschnitt gibt es in dem bisher glaubhaft klingenden Bericht von Ludovico de Varthema einige Unstimmigkeiten. Das Kapitel über Persien, wohin er als nächstes (dabei kurz Afrika berührend) gefahren sein will, enthält gravierende geografische Irrtümer, so dass ein Besuch von Varthema in diesem Land sehr zweifelhaft erscheint. Es ist möglich, dass er Persien nur vom Hörensagen gekannt und danach in seinem Buch beschrieben hat. Diese Praxis wird bisweilen auch anderen Reisenden vorgeworfen, z. B. Hans Schiltberger und Marco Polo.
Auch seine weiteren Reisen nach Indien und darüber hinaus sind in manchem recht zweifelhaft. Zusammen mit einem persischen Kaufmann will er an der indischen Westküste entlang bis zur Südspitze (Kap Komorin) vorgedrungen sein und von dort mit Hilfe günstiger Winde auch noch den hinterindischen und fernöstlichen Raum bis hin nach Java, Sumatra, Borneo und den Banda-Inseln erreicht haben. Aber es gibt hier in Varthemas Bericht zu viele Irrtümer und grobe Fehler, die darauf schließen lassen, dass er über die Westküste Indiens nie hinausgekommen ist und die weiter entfernten Gebiete ebenfalls nur vom Hörensagen gekannt und nie betreten hat.

### An der Malabarküste in Indien

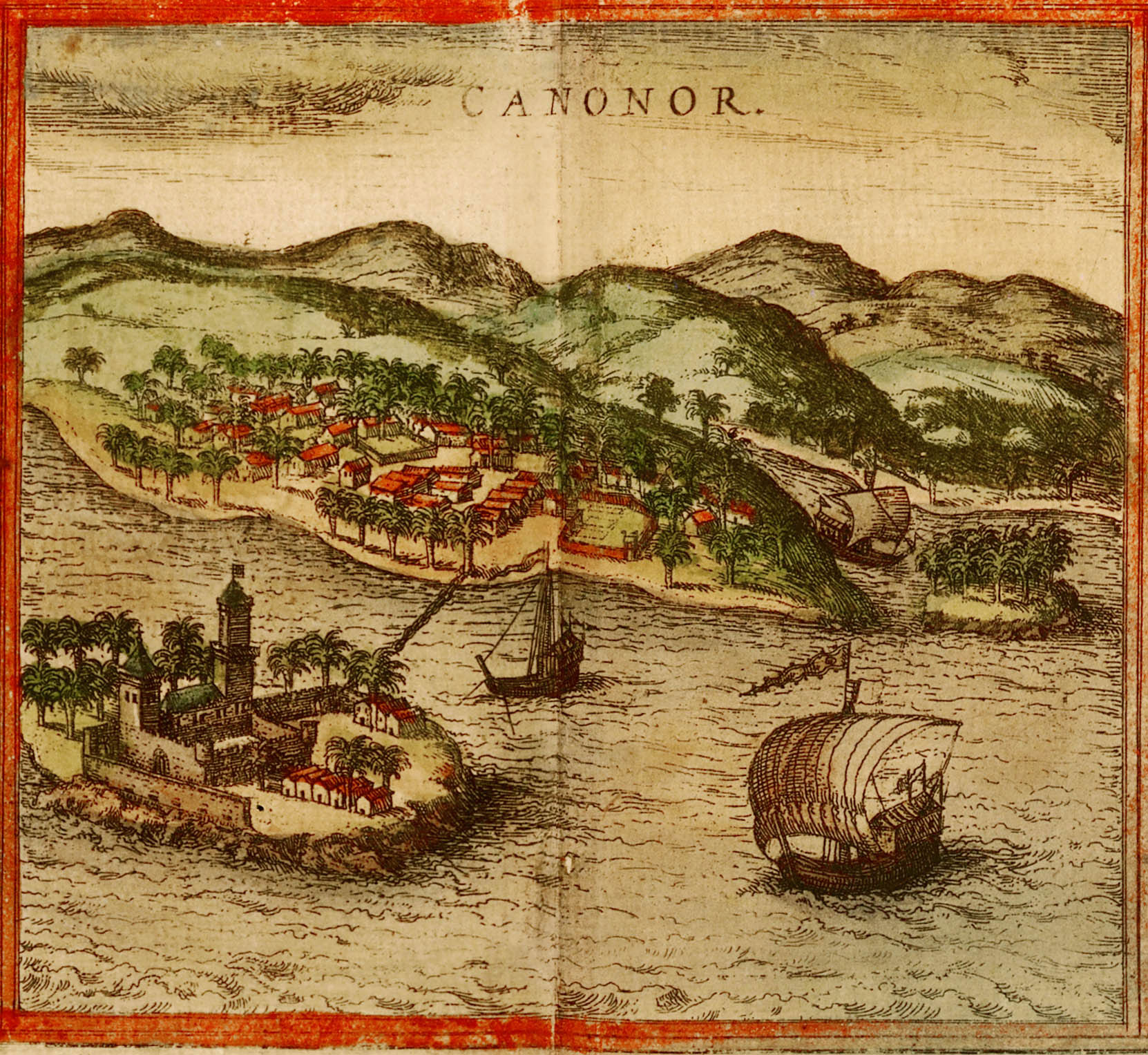
Cannanore im 16. Jahrhundert: Stich von Frans Hogenberg für den Atlas Civitates Orbis Terrarum von Georg Braun

Nach seinem angeblichen Besuch der fernöstlichen Räume, kam Ludovico de Varthema im Herbst 1505 nach Calicut an der Malabarküste in Indien und ab jetzt wird die Schilderung seiner persönlichen Erlebnisse wieder glaubhafter. Hier geriet er mitten in die Kriegsvorbereitungen des Sultans von Calicut, der gerade eine Flotte und ein Landheer sammelte, um gegen die Portugiesen Krieg führen zu können. Als Varthema dann eines Tages erfuhr, dass bei Cannanore eine kleine portugiesische Flotte lag, beschloss er, Calicut heimlich zu verlassen, um die Portugiesen vor dem drohenden Angriff zu warnen. Am 3. Dezember 1505 gelang ihm die Flucht: Mit einer Prau fuhr er über das Meer nach Cannanore, wo er Lorenço de Almeida († 1508), den Sohn des portugiesischen Vizekönigs von Indien, von der heraufziehenden Gefahr in Kenntnis setzte wie auch einige Tage später in Cochin den Vizekönig Francisco de Almeida (1450–1510).
Am 16. und 17. März 1506 kam es dann zu der Seeschlacht bei Cannanore, in der die Portugiesen siegreich waren. Ludovico de Varthema hat in dieser Schlacht mitgekämpft und ausführlich über sie berichtet. Etwa drei Monate später vertraute ihm der Vizekönig ein hohes Amt an: die Faktorei in dem Gebiet, wodurch Varthema zu einem hohen Funktionär oder Würdenträger der portugiesischen Krone wurde und somit in ihren Diensten stand. Dieses Amt hat er dann eineinhalb Jahre lang ausgeübt. Nach einigen weiteren Kämpfen mit den Mauren, wie Varthema die Inder nennt, wurde er von Francisco de Almeida zum Ritter geschlagen.

### Heimkehr nach Europa
Am 6. Dezember 1507 trat Ludovico de Varthema an Bord eines portugiesischen Schiffes von Cannanore aus seine Heimreise nach Europa an, die um das Kap der Guten Hoffnung ging. Unterwegs wurden in Afrika oder Äthiopien, wie Varthema diesen Kontinent immer nur nennt, einige Punkte berührt, über die der Autor aber nichts Besonderes zu berichten hat und die wohl nur für die damaligen Kosmographen und Kartographen von Interesse gewesen sind.
Im Frühjahr 1508 erreichte Ludovico de Varthema Lissabon. Der portugiesische König Manuel I. weilte noch in Almeirim in seiner Winterresidenz, wo Varthema ihn aufsuchte und ihm tagelang Bericht erstatten musste. Zum Schluss bestätigte der König (auf  Wunsch von Varthema) die erteilte Ritterwürde in Indien in einem Dokument. Danach reiste Varthema nach Rom weiter.

## Letzter Lebensabschnitt
Zurück in Italien, hat Ludovico de Varthema die nächste Zeit damit verbracht, Vorträge über seine Reiseerlebnisse in verschiedenen Städten zu halten. In Venedig hat der Historiker und Schriftsteller Marin Sanudo (1466–1532) solch einen Vortrag besucht und dazu kritisch bemerkt, dass die Zuhörer sich mehr für die persönlichen Abenteuer Varthemas als für die sachlichen Informationen über die fernen fremden Länder interessiert hätten. Varthema war inzwischen zu einer Berühmtheit geworden und setzte sich mit bekannten Persönlichkeiten in Verbindung, um seine Reiseerlebnisse als Buch zu veröffentlichen.

Die Weltkarte von 1532, die Varthema auf der rechten Hälfte der unteren Randleiste als Wanderer und in einer Szene seines Abenteuers in Aden zeigt. Die Karte ist von Sebastian Münster kommentiert worden: Typi cosmographici et declaratio et usus, per Sebastianum Munsterum

Im November 1510 wurde von den römischen Druckern Stephano Guillireti und Hercule de’ Nani die Erstausgabe des Buches in italienischer Sprache herausgebracht. Schon ein Jahr später erfolgte in Mailand die Drucklegung des Werkes in lateinischer Sprache, worauf noch viele weitere Übersetzungen erschienen. Die erste deutsche Ausgabe (Augsburg 1515) wurde von Jörg Breu dem Älteren mit 46 Holzschnitten illustriert. Insgesamt soll Ludovico de Varthemas Buch bis in die Mitte des 17. Jahrhunderts 31 Auflagen erlebt haben. Dazu wurde sein Itinerario in die großen Reisesammlungen aufgenommen, die von Johannes Huttich und Simon Grynaeus (Novus orbis regionum ac insularum veteribus incognitarum, Basel 1532), Giovanni Battista Ramusio (Navigationi et viaggi, Venedig 1550), Jean Temporal (Description de l'Afrique, Lyon 1556), Richard Willes (History of Travayle in the West and East Indies, London 1577) und Samuel Purchas (Hakluytus Posthumus or Purchas his Pilgrims, London 1625) zusammengestellt worden sind.
Von dem Buch haben die verschiedensten wissenschaftlichen Disziplinen damals lange profitiert. Kosmographen wie Sebastian Franck (Weltbuch 1533), Sebastian Münster (Cosmographia 1544) und Livio Sanuto (Geografia dell' Africa 1588) benutzten es für ihre Werke. Der Kartograph Martin Waldseemüller verwandte es schon 1516 für sein Werk Carta marina navigatoria und andere wie Lorenz Fries (1531), Gerhard Mercator (1569), Abraham Ortelius (1570), Jacopo Gastaldi (1576) und Jodocus Hondius (1608) haben sich mit ihren Arbeiten angeschlossen. Auch Naturwissenschaftler wie Andrea Cesalpino (De plantis 1583), Giulio Cesare Scaligero (De historia plantarum 1644), Girolamo Cardano (De subtilitate 1554) und Andrea Bacci (L’alicorno 1573) haben aus dem Buch geschöpft. Und sogar die Verfasser  von anderen Reiseerzählungen haben sich bei Varthema manches abgesehen. So der Franzose Vincent Le Blanc in seinem Bericht über eine fingierte Reise (1570), in dem er Eindrücke Varthemas in Mekka wiedergibt, und auch in Hans Stadens Wahrhaftiger Historia sollen stellenweise Einflüsse des Italieners erkennbar sein.
Diese einmalige Beachtung und Wirkung des Buches von Ludovico de Varthema zeigt, dass dieser Mann mehr als nur ein Soldat und Abenteurer gewesen ist, der ein paar abenteuerliche Geschichten zu erzählen gehabt hat.
Nach seinem Tod wurde Ludovico Varthema noch eine ganz besondere Beachtung zuteil: in der großen Reisesammlung von Johann Huttich und anderen aus dem Jahre 1532, die eine Weltkarte enthielt, auf der er als Wanderer (Vartomanus) in einem Holzschnitt, der von Hans Holbein dem Jüngeren sein soll, dargestellt worden ist.